# لوکا لیپانی
لوکا لیپانی (انگلیسی: Luca Lipani؛ زادهٔ ۱۸ مهٔ ۲۰۰۵) بازیکن فوتبال اهل ایتالیا است.
وی همچنین در تیم‌های ملی فوتبال زیر ۱۵ سال ایتالیا، زیر ۱۷ سال ایتالیا، زیر ۱۸ سال ایتالیا، زیر ۱۹ سال ایتالیا، و زیر ۲۰ سال ایتالیا بازی کرده‌است.